# Чернат (Ковасна)
Чернат (рум. Cernat) — село у повіті Ковасна в Румунії. Адміністративний центр комуни Чернат.
Село розташоване на відстані 168 км на північ від Бухареста, 21 км на північний схід від Сфинту-Георге, 46 км на північний схід від Брашова.

## Населення
За даними перепису населення 2002 року у селі проживали 3323 особи.
Національний склад населення села:
| Національність | Кількість осіб | Відсоток |
| -------------- | -------------- | -------- |
| угорці         | 3272           | 98,5%    |
| румуни         | 48             | 1,4%     |

Рідною мовою назвали:
| Мова      | Кількість осіб | Відсоток |
| --------- | -------------- | -------- |
| угорська  | 3277           | 98,6%    |
| румунська | 46             | 1,4%     |